# Akacjoszczur
Akacjoszczur (Thallomys) – rodzaj ssaków z podrodziny myszy (Murinae) w obrębie rodziny myszowatych (Muridae).

## Rozmieszczenie geograficzne
Rodzaj obejmuje gatunki występujące w Afryce.

## Morfologia
Długość ciała (bez ogona) 112–165 mm, długość ogona 120–210 mm, długość ucha 16–25 mm, długość tylnej stopy 20–28 mm; masa ciała 32–116 g.

## Systematyka
Rodzaj zdefiniował w 1920 roku angielski zoolog Oldfield Thomas w artykule zatytułowanym Pozycje rodzajowe „Mus” nigricauda, Thos., i woosnami, Schwann, opublikowanym w czasopiśmie „The Annals and magazine of natural history”. Gatunkiem typowym jest (oryginalne oznaczenie) akacjoszczur czarnoogonowy (T. nigricauda).

### Etymologia
Thallomys: gr. θαλλoς thallos ‘gałązka’; μυς mus, μυος muos ‘mysz’.

### Podział systematyczny
Do rodzaju należą następujące występujące współcześnie gatunki:
| Grafika | Gatunek               | Autor i rok opisu        | Nazwa zwyczajowa           | Podgatunki         | Rozmieszczenie geograficzne | Podstawowe wymiary                            | Status IUCN |
| ------- | --------------------- | ------------------------ | -------------------------- | ------------------ | --- | --------------------------------------------- | ----------- |
|         | Thallomys loringi     | (E. Heller, 1909)        | akacjoszczur sawannowy     | gatunek monotypowy | wąsko rozpowszechniony w zachodniej Kenii i skrajnie północnej Tanzanii                                                                               | DC: 13–16 cm DO: 12–18,3 cm MC: około 80 g    | LC          |
|         | Thallomys nigricauda  | (O. Thomas, 1882)        | akacjoszczur czarnoogonowy | gatunek monotypowy | przybrzeżna zachodnia Angola, Namibia, zachodnia Botswana i północno-zachodnia Południowa Afryka                                                      | DC: 11,2–16,5 cm DO: 12,3–19,5 cm MC: 38–85 g | LC          |
|         | Thallomys paedulcus   | (Sundevall, 1846)        | akacjoszczur zaroślowy     | gatunek monotypowy | od południowej Etiopii i południowej Somalii przez Afrykę Wschodnią do północno-wschodniej Namibii, Botswany i północno-wschodniej Południowej Afryki | DC: około 13,1 cm DO: 12–18,4 cm MC: 32–116 g | LC          |
|         | Thallomys shortridgei | O. Thomas & Hinton, 1923 | akacjoszczur dziuplowy     | gatunek monotypowy | endemit Południowej Afryki: znany z 2 miejsc (Goodhouse i Upington) na południowym brzegu rzeki Oranje                                                | DC: 14–15 cm DO: 18,3–21 cm MC: brak danych   | DD          |

Kategorie IUCN:  LC  – gatunek najmniejszej troski,  DD  – gatunki o nieokreślonym stopniu zagrożenia.
Opisano również gatunki wymarłe:
- Thallomys debruyni Broom, 1948[12] (Południowa Afryka; pliocen–plejstocen)
- Thallomys jaegeri Wesselman, 1984[13] (Etiopia; pliocen)
- Thallomys laetolilensis Denys, 1987[14] (Tanzania; pliocen)
- Thallomys quadrilobatus Jaeger, 1976[15] (Tanzania; plejstocen)